# Naryn (fiume)
Il Naryn (in russo: Нарын) è un fiume che sorge dalle montagne del Tien Shan in Kirghizistan, in Asia centrale, e scorrendo verso ovest, tramite la valle di Fergana, entra nell'Uzbekistan. Qui si unisce con il Kara Darya per formare il Syr Darya. Il fiume attraversa il territorio delle regioni di Ysyk-Köl, Naryn e Žalalabad del Kirghizistan, e la regione di Namangan dell'Uzbekistan.

## Descrizione
Il Naryn ha origine dalla confluenza di Kaşkasu e Maytara, è lungo 807 km ed ha una portata annuale di 13,7 km cubi; l'area del suo bacino è di 59 100 km². Il flusso massimo si registra tra giugno e luglio. Si congela nei tratti superiori dalla seconda decade di gennaio fino alla fine di marzo - inizio aprile. Il fiume contiene molti bacini, importanti per la generazione idroelettrica. Il più grande di questi è il bacino di Toktogul, contenente 19,9 chilometri cubi di acqua. Il fiume ha molti affluenti, i principali sono: Kökömeren, Ala-Buga, At-Başi, Kiçi Naryn.

## Comuni che si affacciano sulle rive del fiume
Sulle rive del fiume si trovano città e villaggi, ecco i più importanti:
- Kyrgyzstan:
  - Kara-Say (vedi Barskon),
  - Naryn,
  - Dostuk,
  - Kazarman,
  - Kara-Köl,
  - Taškömur.
- Uzbekistan:
  - Uchqoʻrgʻon